# Vasili Kandinski
Wassily Vasílievich Kandinsky (en ruso: Василий Васильевич Кандинский, Moscú, 4 de diciembrejul./ 16 de diciembre de 1866greg.-Neuilly-sur-Seine, 13 de diciembre de 1944) fue un pintor ruso que también teorizó sobre arte. Es considerado, junto con artistas como Hilma af Klint y Georgiana Houghton, entre otros, como precursor del arte abstracto, abstracción lírica y el expresionismo en pintura. Cofundador del grupo de artistas Der Blaue Reiter.
Pasó su niñez en Odesa, donde se graduó en la Escuela de Arte Grékov de Odesa. Se matriculó en la Universidad Estatal de Moscú, donde estudió derecho y economía, tras lo cual empezó a ejercer con éxito su profesión e incluso le ofrecieron un puesto de profesor de derecho romano en la Universidad de Dorpat. Sin embargo, decidió comenzar a estudiar pintura cuando tenía 30 años.
En 1896, se estableció en Múnich, Alemania, donde se formó en la escuela privada de Anton Ažbe primero y en la Academia de Bellas Artes de Múnich después. Regresó a Moscú en 1914, después del estallido de la Primera Guerra Mundial. Tras la Revolución rusa, se convirtió en un gran conocedor de la administración cultural de Anatoli Lunacharski, el Comisario del pueblo del Comisariado del Pueblo de Educación (Narkomprós) de la nueva administración soviética, y ayudó a fundar el Museo de Cultura de la Pintura. Sin embargo, para entonces su «perspectiva espiritual... era ajena al materialismo argumentativo de la sociedad soviética», y las oportunidades lo atrajeron de nuevo a Alemania, a donde retornó en 1920. Allí enseñó en la Escuela de la Bauhaus de arte y arquitectura desde 1922 hasta que la cerraron los nazis en 1933. Entonces se trasladó a Francia, donde residió el resto de su vida y donde adquirió la ciudadanía francesa en 1939. En este país creó algunas de sus mejores obras.

## Biografía
Kandinsky nació en Moscú el 16 de diciembre (4 de diciembre en el antiguo calendario ruso) de 1866, proveniente de una familia de clase media alta. Su madre, Lidia Ivánovna Tijéieva, era de Moscú. Su padre era un comerciante de té procedente de Kiajta, una población siberiana cercana a la frontera con Mongolia donde su familia se encontraba confinada. La abuela de Vasili era una aristócrata mongola de la dinastía Gantimúrov.  Pasó su infancia y juventud entre Moscú y Odesa, donde se trasladó la familia en 1871. Tras el divorcio de sus padres, vivió con su padre. Su tía Elizaveta Tijéieva también lo cuidó. Su abuela materna era alemana y le hablaba en alemán. En Odesa, tomó clases de piano y de violonchelo. En 1886, Kandinski comenzó sus estudios de Derecho y Ciencias económicas en la Universidad de Moscú. También estudió etnografía. En 1892, se casó con su prima Anna Chemyákina, con quien vivió hasta 1904. En 1893, fue nombrado profesor asociado en la Facultad de Derecho. En 1896, la Universidad de Tartu le ofreció una plaza de profesor que rechazó para dedicarse por completo al arte. Esta decisión estuvo influida por la exposición de los impresionistas en Moscú en 1895, al ver las obras de Monet y la representación de la ópera Lohengrin de Richard Wagner en el teatro Bolshói.
Se trasladó a Múnich donde inicialmente no fue admitido en la Academia de Arte. Estudió un tiempo en la academia privada de Anton Ažbe hasta 1900, cuando fue admitido en la Academia. Su profesor fue Franz von Stuck y, como consideró que la paleta de Kandinski era demasiado brillante, le hizo pintar en una gama de grises durante un año.
En 1901, fundó el grupo Phalanx, cuyo propósito principal era introducir las vanguardias francesas en el provinciano ambiente muniqués, para lo que abrió una escuela en la que daba clases. Sus pinturas de los primeros años del siglo eran paisajes ejecutados con espátula, en un principio sombríos, para luego adquirir una intensidad casi "fauve". También pintó temas fantásticos basados en tradiciones rusas o en la Edad Media alemana. Este período estuvo marcado por la experimentación técnica, en particular en el uso del temple sobre un papel oscuro, para dar una impresión de superficie transparente, iluminada desde atrás. La consistencia tonal del claroscuro enfatiza el esquema, borrando la distinción entre las figuras y el fondo, resultando una composición casi abstracta.
En 1902, expuso por primera vez con la Secesión de Berlín y realizó sus primeras xilografías. En 1903 y 1904, viaja por Italia, Países Bajos, África y visita Rusia. En 1904, expuso en el Salón de Otoño de París. En 1903, se unió con la joven artista Gabriele Münter. Durante cinco años viajó con Münter por Europa pintando y participando en exposiciones. Volvió a Baviera y se asentó en Murnau am Staffelsee en la falda de los Alpes.
En 1909, fue elegido presidente de la Neue Künstlervereinigung München Nueva Asociación de Artistas de Múnich (NKVM). La primera exposición del grupo tuvo lugar en la galería Thannhauser de Múnich ese mismo año. Hacia el final de la década, las pinturas de Kandinski denotan una gran tendencia a la plenitud, por la equivalencia en intensidad de las áreas de color y la superficie reluciente, que destruye toda ilusión de profundidad. Las series de cuadros de jinetes en combate comenzaron en 1909, y en ellas, la línea del horizonte se va erradicando gradualmente, al igual que otras referencias espaciales. Sin embargo, el grupo no pudo integrar el enfoque radical de Kandinsky (y otros) con los conceptos artísticos convencionales y el grupo se disolvió a fines de 1911. Kandinsky entonces formó un nuevo grupo, Der Blaue Reiter (El jinete azul) con artistas de ideas afines como August Mack, Franz Marc, Albert Bloch y Gabriele Münter. En 1913, escribió sus memorias y una colección de poesías.
En 1913, una obra suya se presentó en el Armory Show de Nueva York. El grupo publicó un almanaque (El almanaque del jinete azul  y realizó dos exhibiciones. Se planearon más de cada uno, pero el estallido de la Primera Guerra Mundial en 1914 terminó con estos planes y envió a Kandinsky de regreso a Rusia vía Suiza y Suecia y Münter volvió a Múnich. En el otoño de 1916 conoció a Nina Andreiévskaya, hija de un general ruso, con quien se casó en febrero de 1917.
A partir de la Revolución de octubre de 1917, Kandinski desarrolló un trabajo administrativo para el Comisariado del Pueblo para la Educación; entre los proyectos de este organismo estaba la reforma del sistema educativo de las escuelas de arte. En 1920, fue uno de los fundadores en Moscú del INJUK (Instituto para la Cultura Artística), a lo largo de este año, surgió el conflicto entre Kandinski, Malévich y otros pintores idealistas frente a los productivistas (o constructivistas), Vladímir Tatlin y Aleksandr Ródchenko, este último grupo encontró un fuerte apoyo en "el plan de propaganda monumental" ideado por las autoridades políticas de la Revolución. La situación de tensión propició la salida de Kandinski de Rusia.
En mayo de 1922 asistió al Congreso Internacional de Artistas Progresistas y firmó la "Proclamación Fundacional de la Unión de Artistas Progresistas Internacionales". Se trasladó a Weimar (Alemania), donde impartió clases teóricas para la Escuela de la Bauhaus. En 1926, se publicó su libro Punto y línea sobre el plano. Contribución al análisis de los elementos pictóricos. Una continuación orgánica de su trabajo anterior De lo espiritual en el arte.
Kandinsky fue uno de los Die Blaue Vier (Los Cuatro Azules), un grupo formado en 1923 con Paul Klee, Lyonel Feininger y Alexej von Jawlensky por iniciativa de Galka Scheyer, quien promovió su obra en los Estados Unidos a partir de 1924. Hacia 1931, los nacionalsocialistas iniciaron una campaña a gran escala contra la Bauhaus que llevó a su cierre en 1933. Kandinski y su esposa emigraron a Francia y fijaron su residencia en un suburbio de París.

## Periodos artísticos

### Juventud e inspiración (1866-1896)

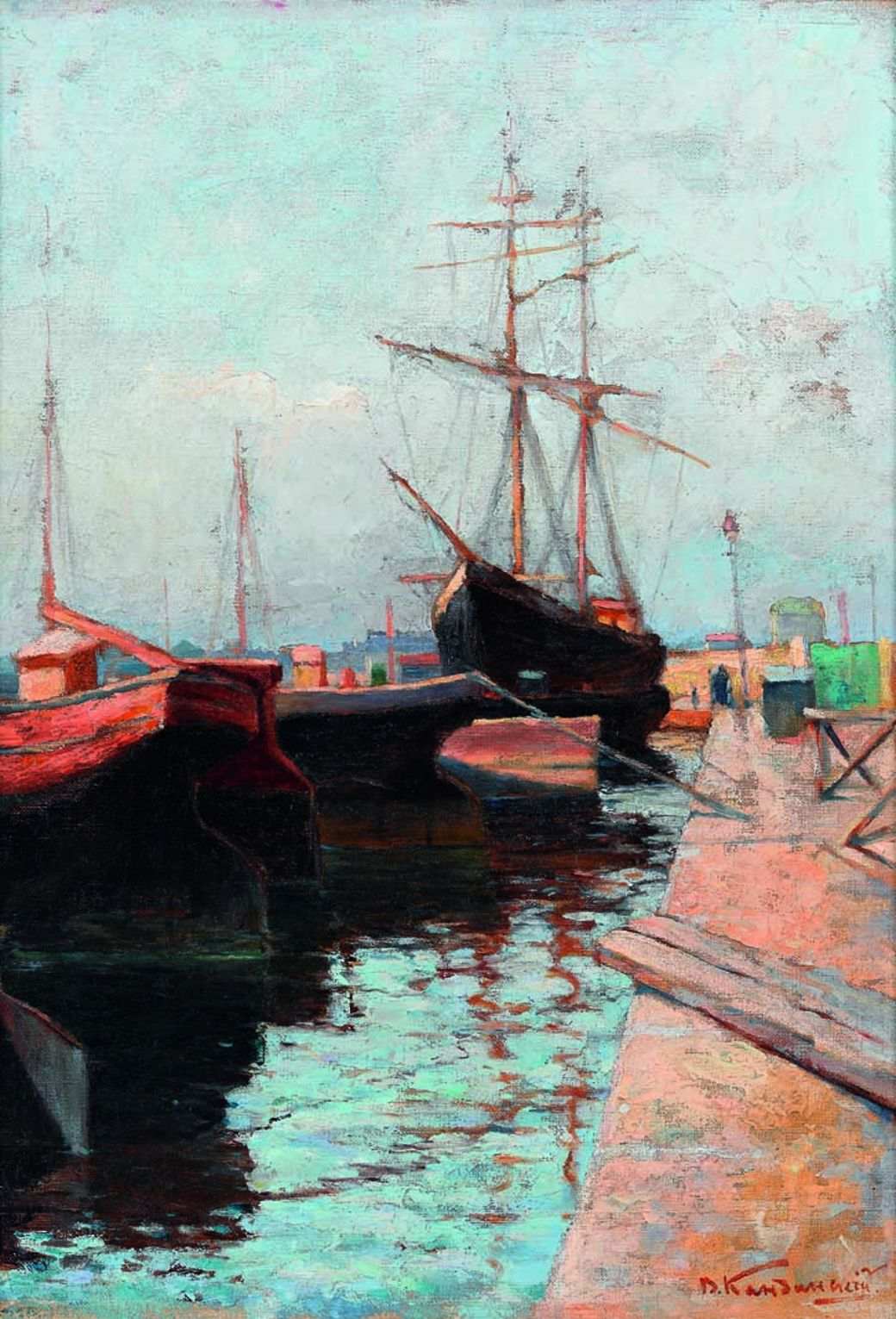
Puerto de Odesa, óleo sobre lienzo, 1898, Galería Tretiakov

Kandinski recuerda la fascinación por el color como un niño. Su fascinación por el simbolismo del color y la psicología continuó a medida que crecía. En 1889, formó parte de un grupo de investigación etnográfica que viajó a Vólogda al norte de la región de Moscú. En Mirada retrospectiva, relata que las casas e iglesias fueron decoradas con colores tan brillantes que al entrar en ellas, sentía que se movía en una pintura. Esta experiencia, y su estudio de arte popular de la región (en particular, el uso de colores brillantes sobre un fondo oscuro), se reflejó en gran parte de sus primeros trabajos. Unos años más tarde, primero comparó pintura para componer música de la manera por la cual se convertiría en señalar, escribiendo, "El color es la tecla. El ojo es el martillo. El alma es el piano. El artista es la mano que, con una u otra tecla hace vibrar el espíritu del ser humano".
En 1896, a la edad de 30 años, antes de salir de Moscú, vio una exposición de pinturas de Monet. Quedó impactado con el estilo impresionista de la serie de las Pilas de Heno, por su fuerte sentido de color casi independiente de los objetos mismos. Fue influenciado de manera similar durante este período por Richard Wagner que, según él, empujó los límites de la música y la melodía más allá de lirismo estándar. Fue también espiritualmente influenciado por Helena Blavatsky (1831-1891), la mejor exponente conocida de la teosofía. La Teoría teosófica postula que la creación es una progresión geométrica, a partir de un solo punto. El aspecto creativo de la forma que se expresa mediante una serie descendente de círculos, triángulos y cuadrados. Los libros de Kandinski De lo espiritual en el arte (1910) y Punto y línea sobre el plano (1926) se hicieron eco de esta doctrina teosófica. Las ilustraciones de John Varley en Formas del pensamiento (1901) lo influyeron visualmente.

### Metamorfosis

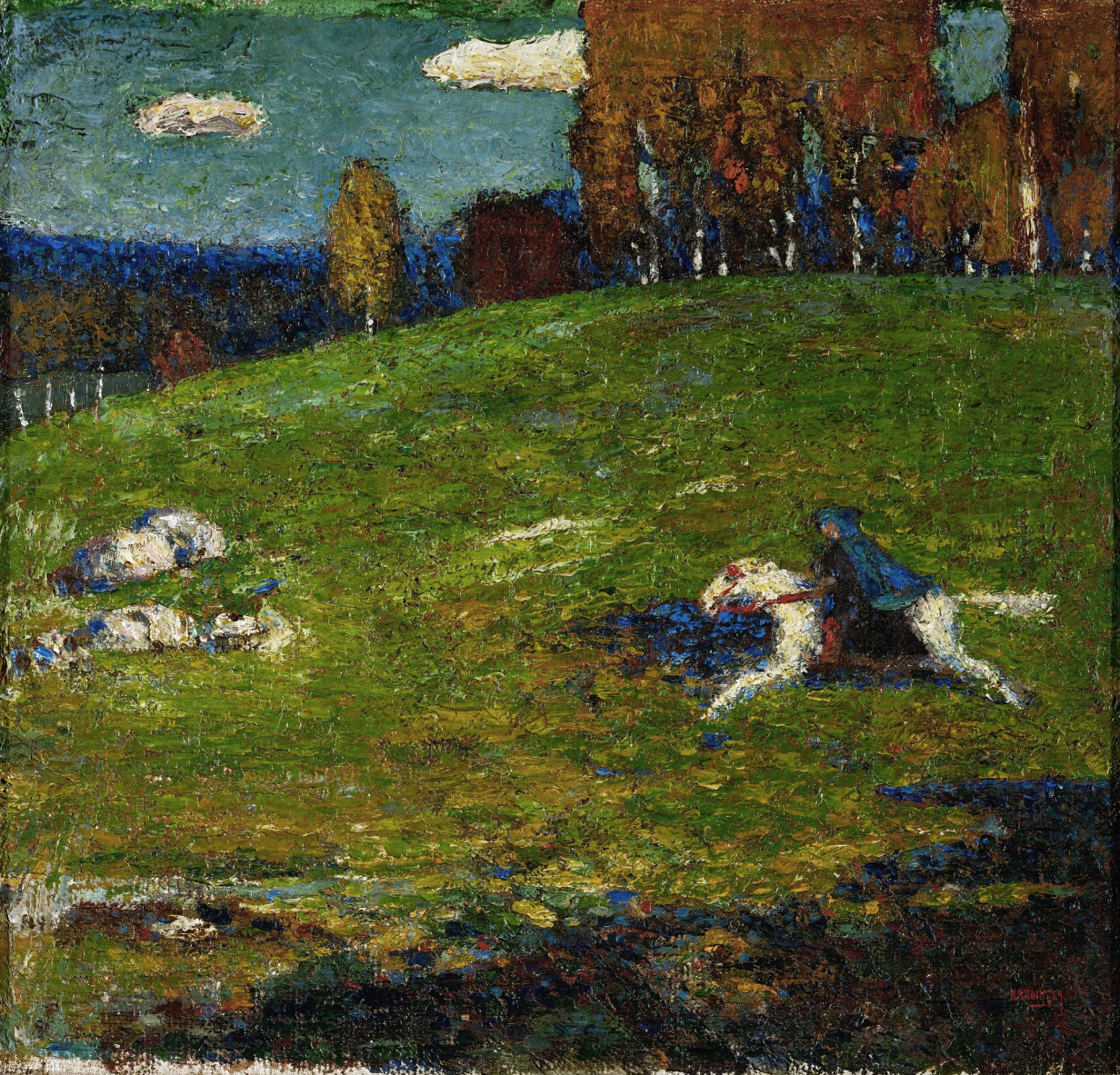
Der Blaue Reiter (El jinete azul, 1903).

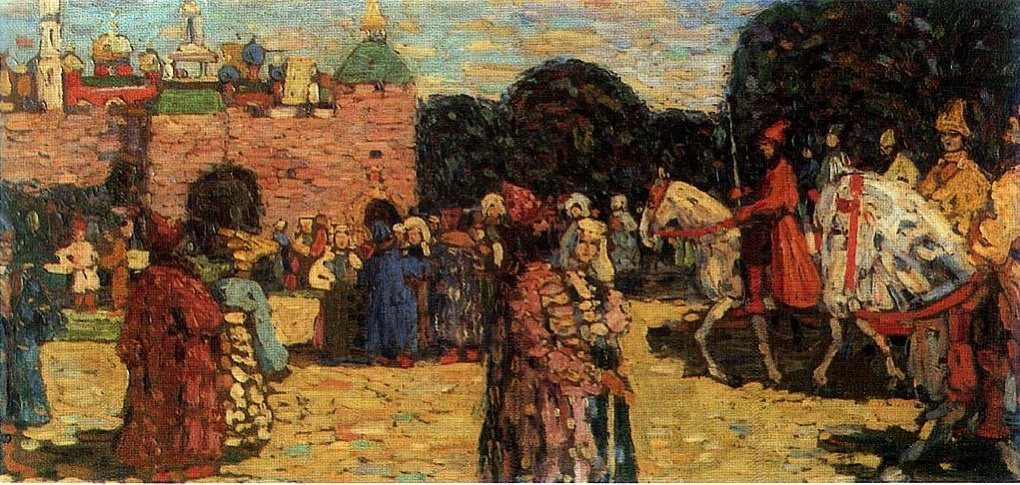
Domingo. (Rusia antigua), óleo sobre lienzo,1904

La Escuela de arte, por lo general se considera difícil, pero era fácil para Kandinski. Fue durante este tiempo que comenzó a surgir como un teórico del arte, y como un pintor. El número de sus pinturas existentes aumentó a principios del siglo XX, queda mucho de los paisajes y pueblos que pintó, con amplios sectores de formas de color y reconocible. En su mayor parte, sin embargo, las pinturas de Kandinski no cuentan con ninguna figura humana, una excepción es Domingo. (Rusia antigua) (1904), en la que Kandinski recrea una vista muy colorida (y de fantasía) de los campesinos y los nobles frente a los muros de una ciudad. Pareja a caballo (1907) representa a un hombre a caballo con una mujer, con la ternura y el cuidado que cabalgan junto a un pueblo ruso con paredes luminosas a través de un río. El caballo está en silencio mientras las hojas de los árboles, la ciudad, y los reflejos en el río brillan con manchas de color. Este trabajo demuestra la influencia del puntillismo en la forma en que se pierde la profundidad de campo en una superficie plana y luminiscente. La influencia del fovismo es también evidente en estas primeras obras. Los colores se utilizan para expresar la experiencia de Kandinski con la materia, no para describir la naturaleza objetiva.
Quizás la más importante de sus pinturas de la primera década de 1900 fue El Jinete Azul (1903), la cual muestra una pequeña figura envuelta en un caballo veloz corriendo por un prado rocoso. La capa del jinete es azul medio y la sombra proyectada es de color azul oscuro. En el primer plano son sombras azules más amorfas, las traseras de los árboles en otoño, en el fondo. El jinete azul en la pintura destaca (aunque no claramente definido) y el caballo tiene un andar anormal (que Kandinski debía saber). Algunos historiadores del arte creen que una segunda figura (tal vez un niño) va agarrado por el piloto, aunque puede tratarse de una sombra del jinete solitario. Esta disyunción intencional, que permite a los espectadores a participar en la compleción de la obra de arte, se convirtió en una técnica cada vez más consciente utilizada por Kandinski en los años siguientes, y culminó en las obras abstractas del período 1911-1914. En El Jinete Azul, Kandinski muestra el jinete más como una serie de colores que en los detalles específicos. Esta pintura no es una excepción en este sentido en comparación con los pintores contemporáneos, pero muestra la dirección que Kandinski tomaría solo unos pocos años después.
Entre 1906 y 1908, Kandinski pasó mucho tiempo viajando por Europa (él era un asociado de Rosa azul grupo simbolista de Moscú), hasta que se instaló en la pequeña ciudad bávara de Murnau. El cuadro Montaña Azul (1908-1909) fue pintado en este momento, lo que demuestra su tendencia hacia la abstracción. Una montaña azul está flanqueada por dos árboles grandes, uno amarillo y uno rojo. Una procesión, con tres jinetes y varios figuras, se cruza en la parte inferior. Las caras, ropa y sillas de montar de los jinetes son cada una de un solo color y ni ellos ni las figuras caminando muestran cualquier detalle real. Los planos y los contornos también son indicativos de la influencia fauvista. El amplio uso del color en Montaña Azul ilustra la inclinación de Kandinski hacia un arte en el que el color se presenta independientemente de la forma, y en el que a cada color se le da la misma atención. La composición es más plana, el cuadro se divide en cuatro secciones: el cielo, el árbol rojo, el amarillo y el árbol de la montaña azul con los tres jinetes.

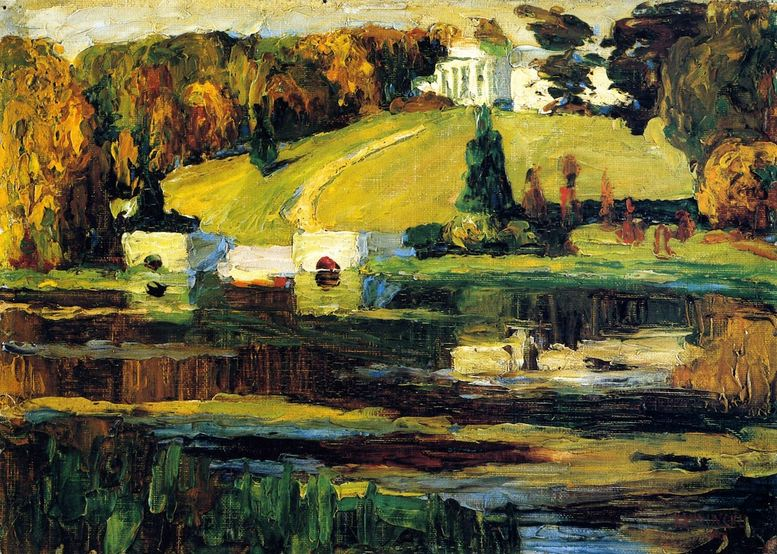
Ajtyrka, 1901.[18] Lenbachhaus, Múnich
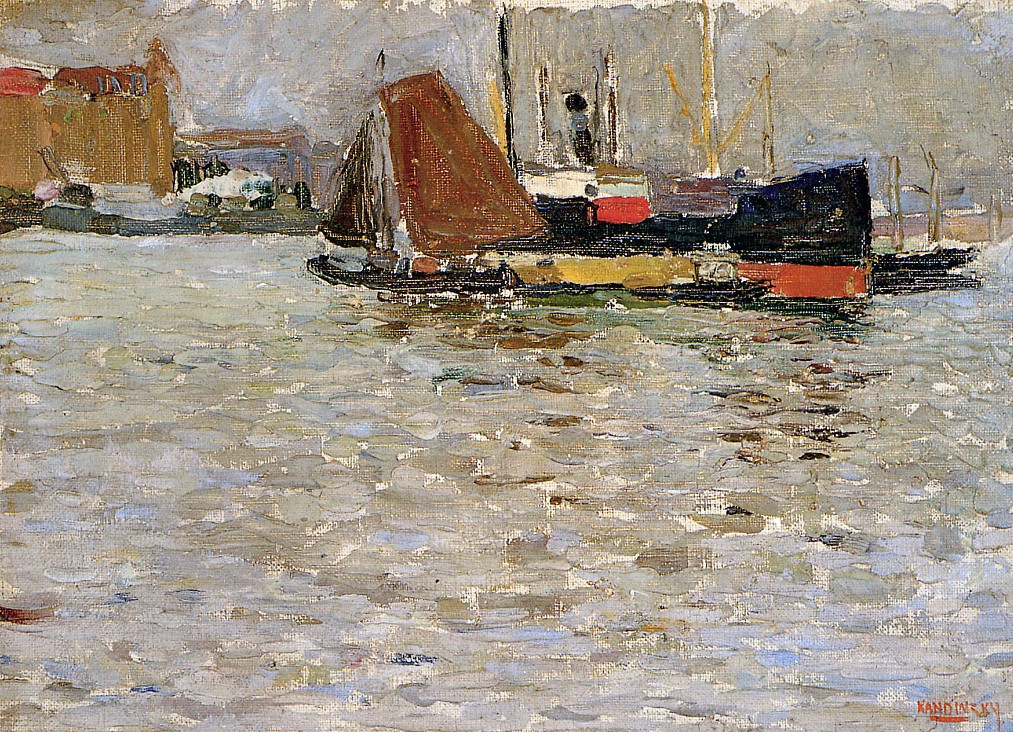
Sol de Róterdam, 1906
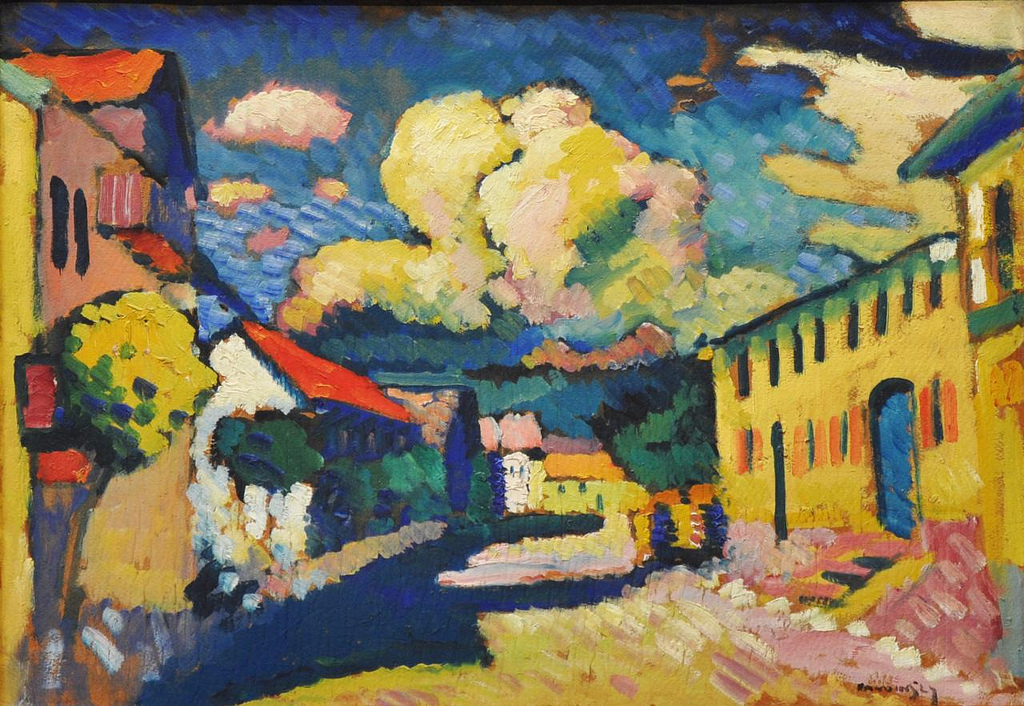
Murnau, calle de pueblo, 1908. Colección Werner Merzbacher
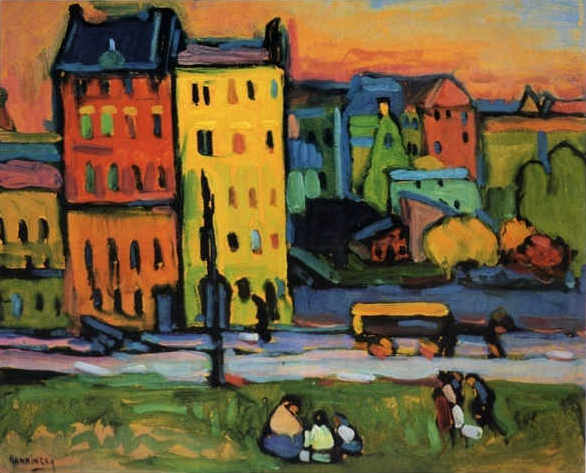
Casas en Múnich, 1908
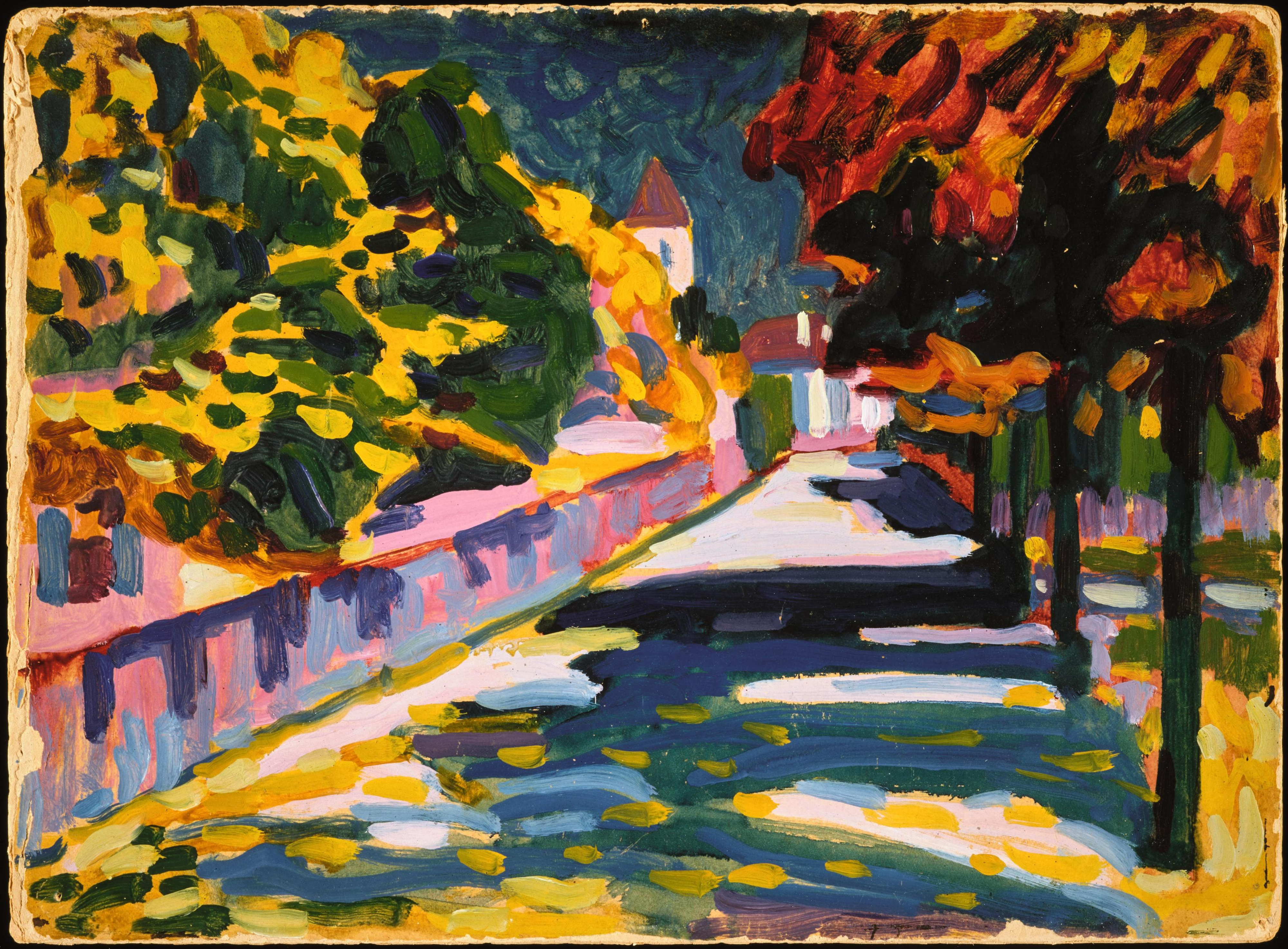
Otoño en Baviera, óleo sobre lienzo, 1908. Centro Pompidou
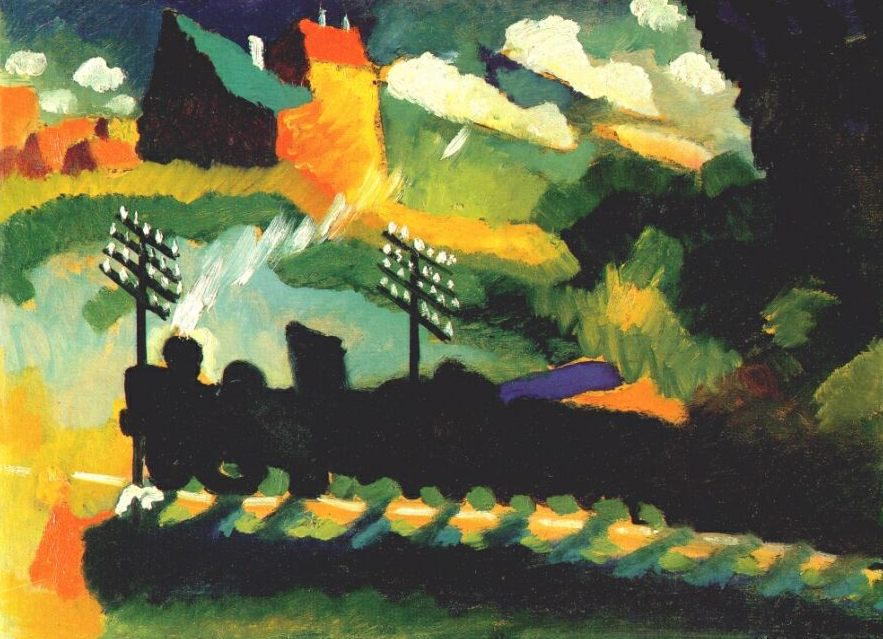
Murnau, tren y castillo, 1909
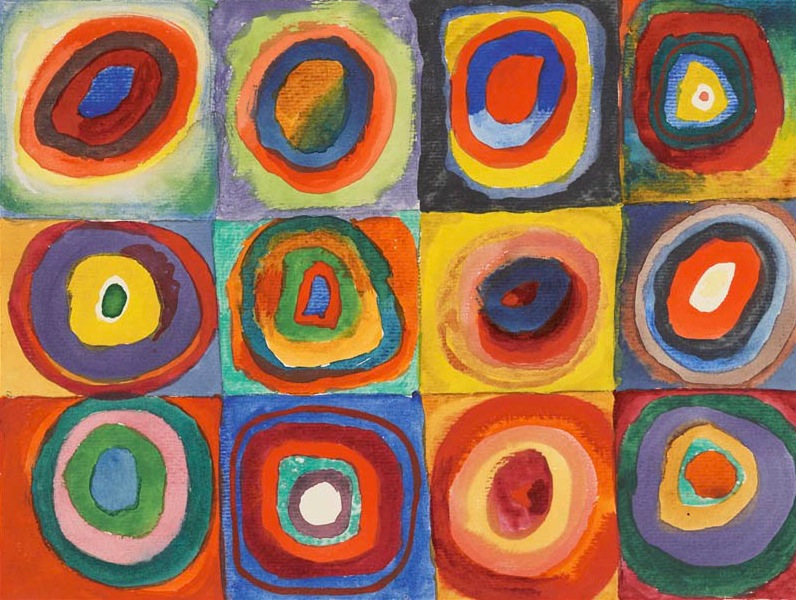
Estudio del color. Cuadrados con círculos concéntricos, 1913. Lenbachhaus, Múnich

### Periodo El Jinete Azul (1911-1914)
En 1911, Vasili Kandinski y Franz Marc y otros artistas, fundaron en Múnich un movimiento expresionista Der Blaue Reiter (El Jinete Azul en español) que transformó el expresionismo alemán.
Sus escritos en The Blue Rider Almanac y el tratado "Sobre lo espiritual en el arte" (publicado en 1910) eran a la vez una defensa y promoción del arte abstracto y una afirmación de que todas las formas de arte eran igualmente capaces de alcanzar un nivel de espiritualidad. Creía que el color podía utilizarse en una pintura como algo autónomo, al margen de la descripción visual de un objeto u otra forma. Estas ideas tuvieron un impacto internacional casi inmediato, particularmente en el mundo angloparlante.  Ya en 1912, Michael Sadleir reseñó On the Spiritual in Art en el Art News de Londres.  El interés por Kandinsky creció rápidamente cuando Sadleir publicó una traducción al inglés de On the Spiritual in Art en 1914. Extractos del libro se publicaron ese año en el periódico Blast de Percy Wyndham Lewis y en el periódico cultural semanal The New Age de Alfred Orage. Sin embargo, Kandinsky había recibido cierta atención antes en Gran Bretaña; en 1910, participó en la Exposición de Artistas Aliados (organizada por Frank Rutter) en el Royal Albert Hall de Londres. Esto dio como resultado que su trabajo fuera elogiado en una reseña de esa muestra por el artista Spencer Frederick Gore en The Art News.
El interés de Sadleir por Kandinsky también llevó a que las primeras obras de este artista entraran en una colección de arte británica; el padre de Sadleir, Michael Sadler, adquirió varias xilografías y la pintura abstracta Fragmento para composición VII en 1913, tras una visita de padre e hijo para conocer a Kandinsky en Múnich ese año. Estas obras se exhibieron en Leeds, ya sea en la universidad o en las instalaciones del Leeds Arts Club, entre 1913 y 1923.

### Regreso a Rusia (1914-1921)

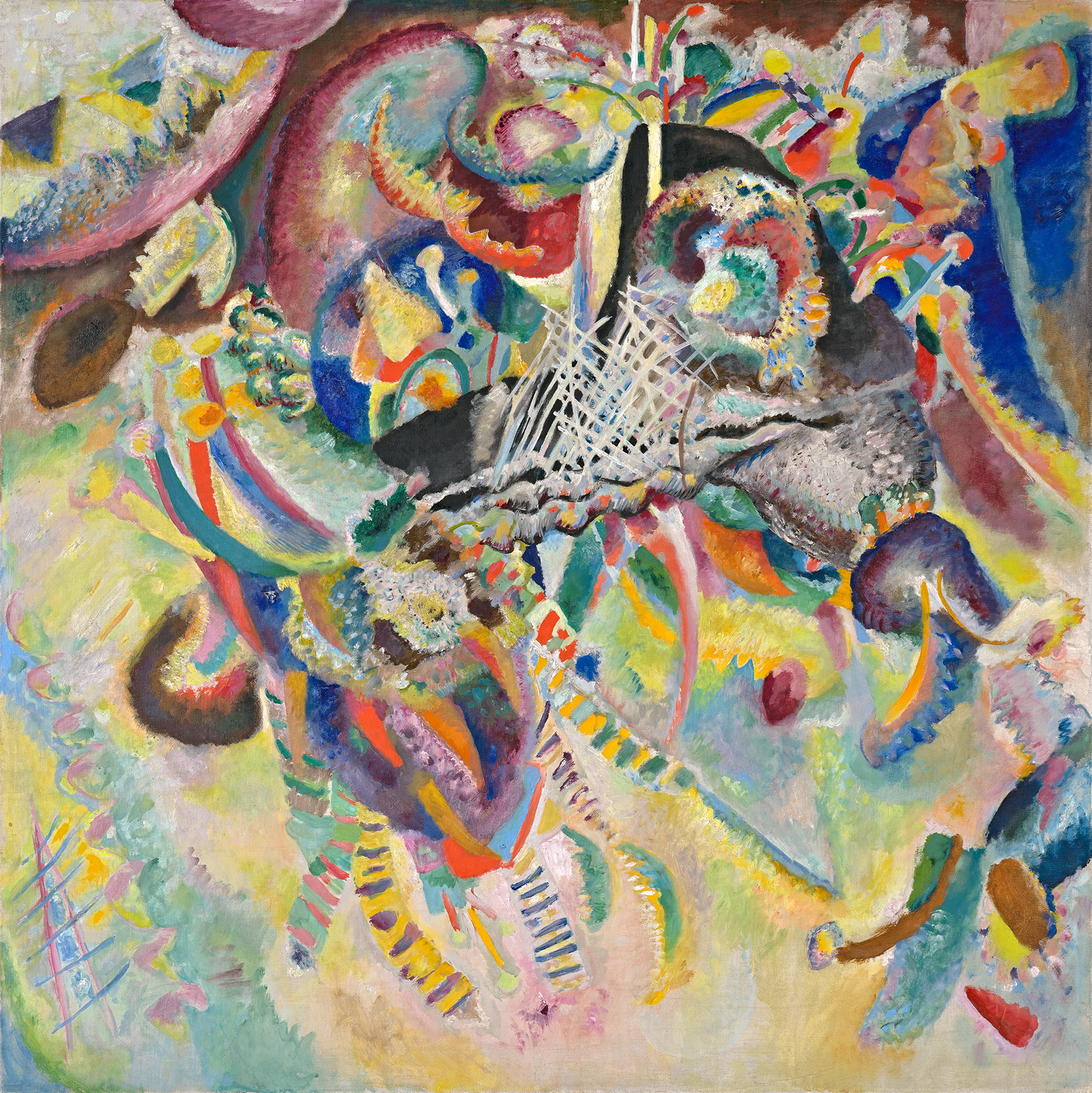
Fuga, óleo sobre tela, 1914.

De 1918 a 1921, Kandinski trabaja en la política cultural de Rusia y colabora en la educación artística y la reforma de los museos. Pintó poco durante este período dedicando su tiempo a la enseñanza artística con un programa basado en el análisis de la forma y del color. También ayudó a organizar el Instituto de Cultura Artística (INJUK) en Moscú. En 1916, conoció a Nina Andreiévskaya, con quien se casó al año siguiente. Su punto de vista espiritual y expresionista del arte fue finalmente rechazado por los miembros radicales del Instituto (Tatlin, Ródchenko) como demasiado individualista y burgués. En 1921, Kandinski fue invitado a ir a Alemania, para asistir a la Bauhaus de Weimar, por su fundador el arquitecto Walter Gropius.

### La Bauhaus (1922-1933)

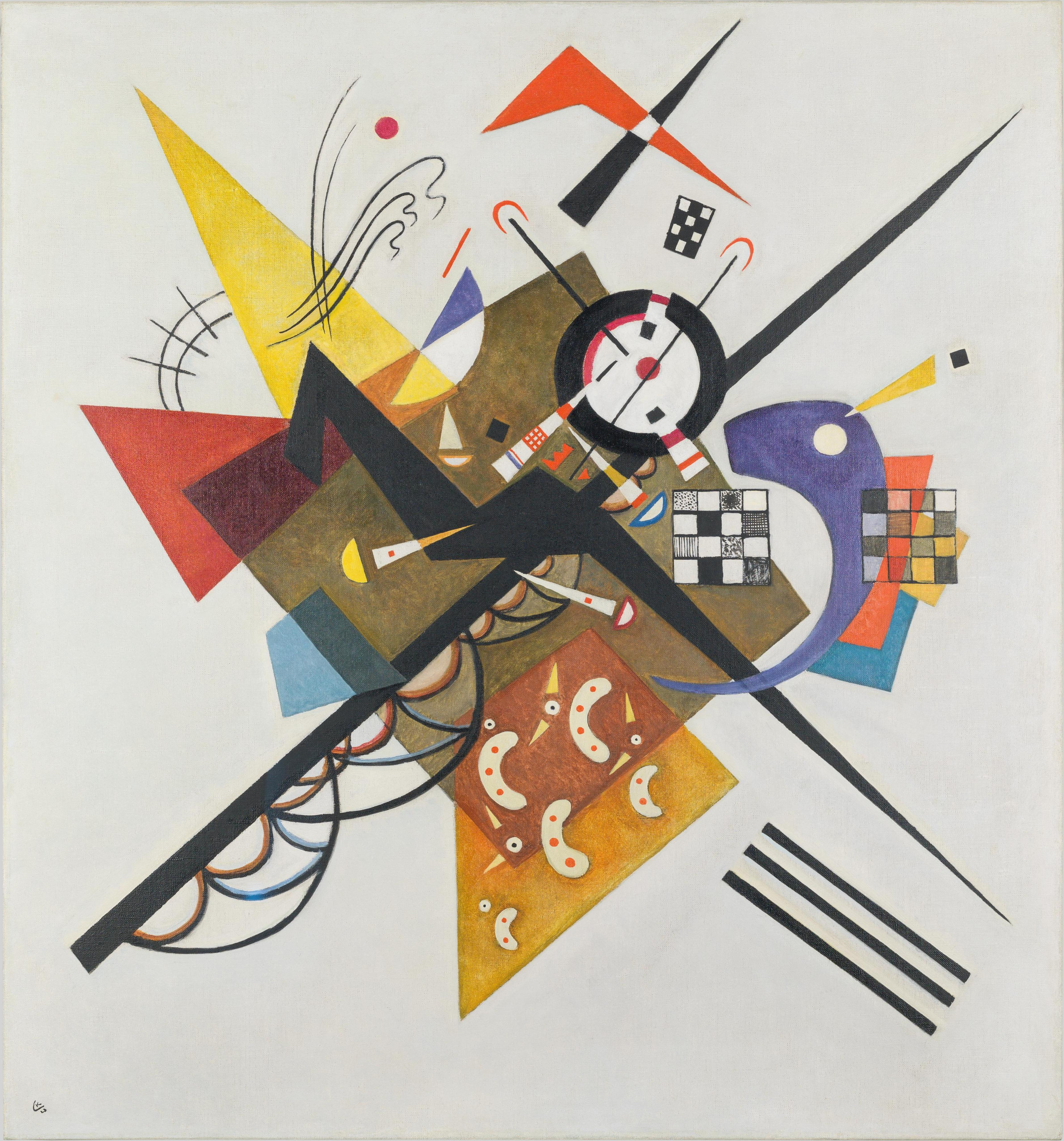
"En blanco II", óleo sobre lienzo, 1923, Centro Pompidou

En mayo de 1922 asistió al Congreso Internacional de Artistas Progresistas y firmó la "Proclamación Fundacional de la Unión de Artistas Progresistas Internacionales".
Kandinski no solo enseñó en las clases de diseño básico para principiantes y el curso sobre teoría avanzada en el Bauhaus, sino que también llevó a cabo clases de pintura y un taller en el que aumentó su teoría del color con los nuevos elementos de la psicología de la forma. El desarrollo de sus trabajos sobre el estudio de las formas, en particular en los puntos y formas de línea, dio lugar a la publicación de su segundo libro teórico Punto y línea sobre el plano en 1926. Los elementos geométricos adquieren una importancia cada vez mayor tanto en su enseñanza y como en su pintura, especialmente el círculo, medio círculo, el ángulo, las líneas rectas y curvas. Este período fue sumamente productivo. Esta libertad se caracteriza en sus obras por el tratamiento rico en colores y matices —como en el amarillo-rojo-azul (1925), donde Kandinski ilustra su distancia desde el constructivismo y el suprematismo, movimientos influyentes de la época—.
Los dos metros de ancho amarillo- rojo-azul (1925) se componen de varias formas: un rectángulo vertical amarillo, una cruz inclinada roja y un gran círculo azul oscuro, una multitud de líneas negras rectas (o sinuosa), arcos circulares, círculos monocromáticas y dameros de colores dispersos, contribuyendo a su delicada complejidad. Esta simple identificación visual de las formas y de las masas principales de los colores presentes en el lienzo son solo una primera aproximación a la realidad interna de la obra, cuyo reconocimiento exige la observación más profunda, no solo de formas y colores que intervienen en la obra, sino su relación absoluta, las posiciones relativas en el lienzo y su armonía.
Kandinski fue uno de Die Blaue Vier (Blue Four), formada en 1924 con Paul Klee, Feininger y Alekséi von Jawlensky, que dio conferencias y exhibió en los Estados Unidos en 1924. Debido a la hostilidad de la derecha y a la izquierda de la Bauhaus de Weimar, se establecieron en Dessau en 1925. Después de una campaña de difamación nazi de la Bauhaus Dessau, en 1932 se marcha a Berlín, hasta su disolución en julio de 1933. Kandinski luego abandonó Alemania y se estableció en París.

### La gran síntesis (1934-1944)

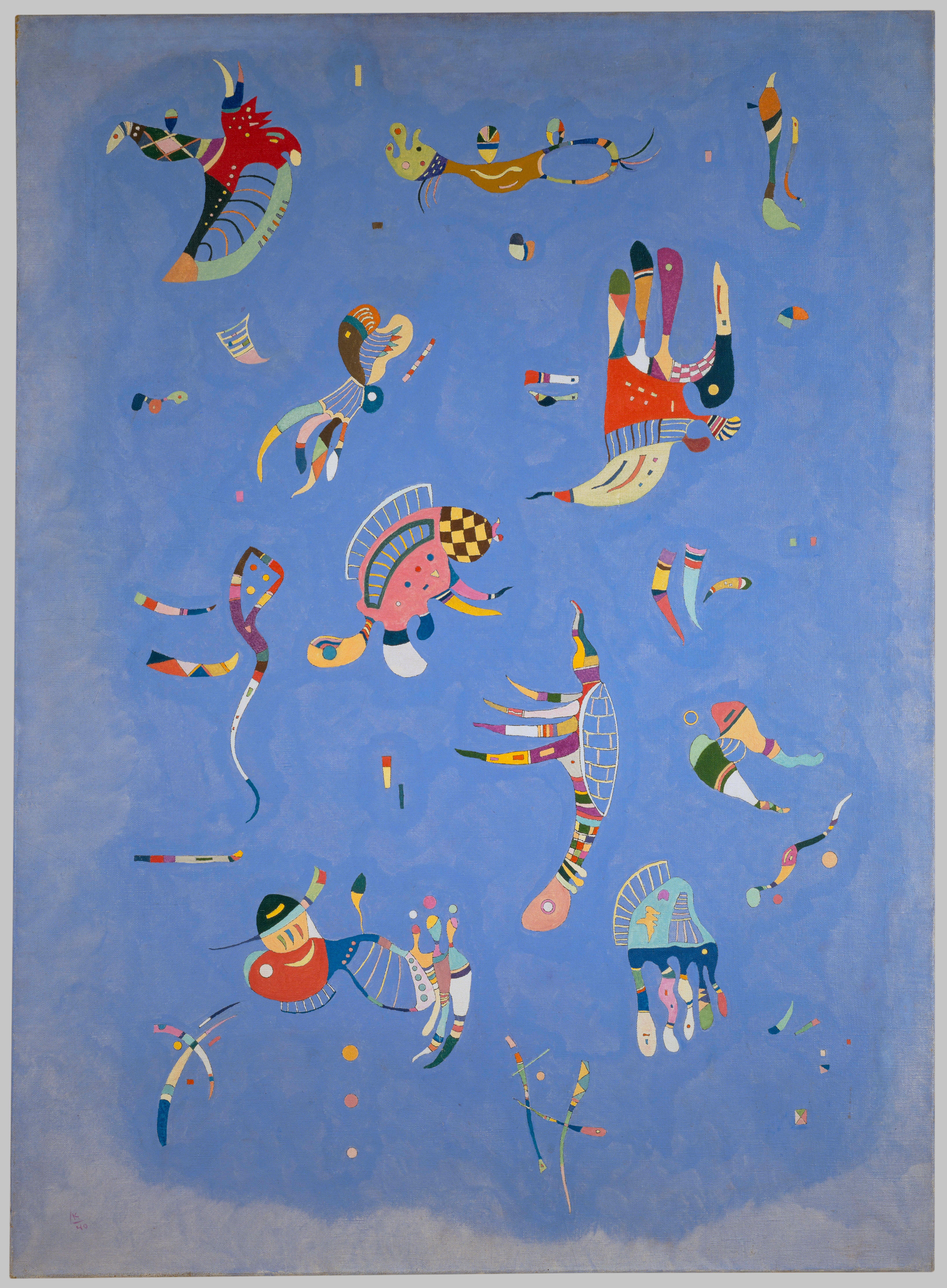
Cielo azul, óleo sobre lienzo, 1940, Centro Pompidou.

Al vivir en un pequeño apartamento en París, Kandinskiy creó su trabajo en un estudio de la sala. Con formas biomórficas, flexibles, no geométricas, los contornos de las formas que aparecen en sus pinturas sugieren organismos microscópicos que no hacen sino expresar la vida interior del artista. Kandinski utiliza composiciones originales en color, que evocan el arte popular eslavo. También en ocasiones mezcla con arena la pintura para dar a sus obras una textura granular y rústica.
Este período corresponde a una síntesis de los trabajos previos de Kandinski en el que utilizó todos los elementos, enriqueciéndolos. En 1936 y 1939, pintó sus dos últimas composiciones principales; el tipo de telas elaboradas no se había producido durante muchos años. Composición IX tiene mucho contraste y diagonales poderosas cuya principal forma da la impresión de un embrión en el útero. Pequeños cuadrados de colores y bandas de colores destacan sobre el fondo negro del cuadro Composición X como fragmentos de estrellas (o filamentos ), mientras enigmáticos jeroglíficos con tonos pastel cubren una gran masa marrón que parece flotar en la esquina superior izquierda del lienzo. En la obra de Kandinski, algunas características son evidentes, mientras que ciertos toques son más discretos y velados, y solo se revelan progresivamente tras profundizar en la relación con su trabajo. Tenía la intención de sus formas (sutilmente armonizados y colocados) para resonar con el alma del observador. En este período muchas de sus obras fueron adquiridas por Solomon Guggenheim, que fue uno de sus apoyos más entusiastas.

## Arte abstracto
El desarrollo de Kandinski hacia la abstracción encuentra su justificación teórica en Abstracción y empatía de Wilhelm Worringer, que se había publicado en 1908. Argumenta que la jerarquía de valores al uso, basada en las leyes del Renacimiento, no es válida para considerar el arte de otras culturas; muchos artistas crean desde la realidad pero con un impulso abstracto, que hace que las últimas tendencias del arte se den en sociedades menos materialistas.
Kandinski, al igual que Piet Mondrian, estaba interesado también en la teosofía, entendida como la verdad fundamental que subyace detrás de doctrinas y rituales en todas las religiones del mundo; la creencia en una realidad esencial oculta tras las apariencias, proporciona una obvia racionalidad al arte abstracto.
En 1911, publicó De lo Espiritual en el Arte, donde critica a las instituciones académicas tradicionalistas y la idea de arte en general. Es el primer libro que describe la fundación teórica del movimiento abstracto y habla de una nueva época de gran espiritualidad y de la contribución de la pintura a ella. El arte nuevo debe basarse en un lenguaje de color y Kandinski da las pautas sobre las propiedades emocionales de cada tono y de cada color, a diferencia de teorías sobre el color más antiguas, él no se interesa por el espectro, sino solo en la respuesta del alma.
Entre 1926 y 1933, pintó 159 óleos y 300 acuarelas. Muchos de ellos se perdieron después de que los nazis declararon degeneradas sus pinturas. En 1939, se nacionalizó francés.

## La Concepción de Arte de Kandinski

### Teoría artística y espiritual

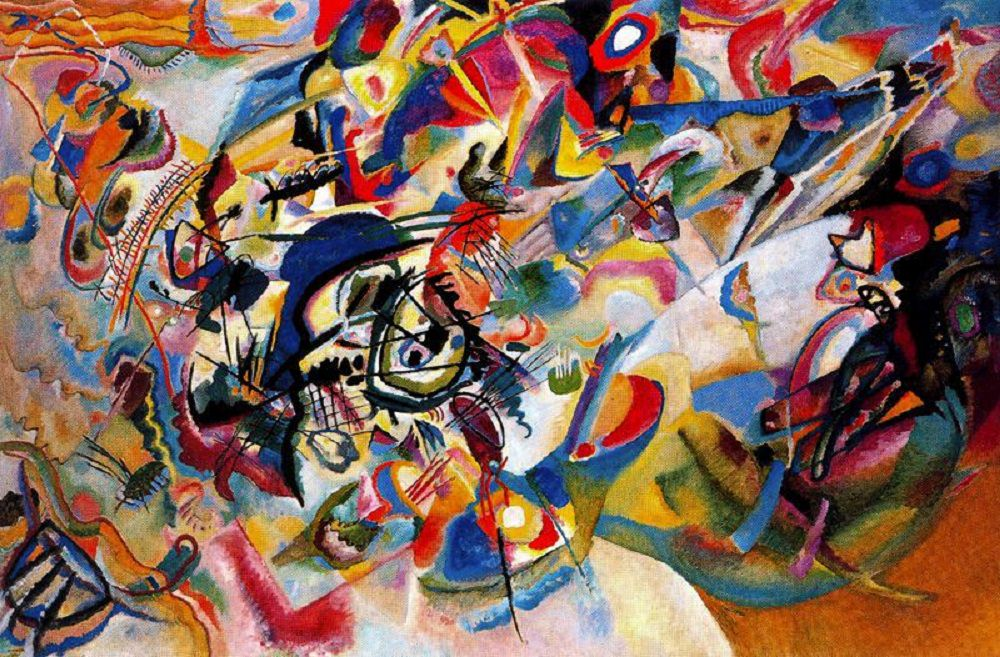
Composición VII, Galería Tretiakov. Según Kandinski, esta es la pieza más compleja que pintó (1913).

Como indican los ensayos del Almanaque Der Blaue Reiter y las teorías con el compositor Arnold Schoenberg, Kandinski expresó también la comunión entre el artista y el espectador como puestas a disposición tanto de los sentidos como de la mente (sinestesia). Escuchando tonos y acordes mientras pintaba, Kandinski afirma que, por ejemplo, el amarillo es el color del centro en una trompeta de latón, negro es el color del cierre y el fin de las cosas, y que las combinaciones de colores producen frecuencias vibratorias, similares a los acordes tocados en un piano. Kandinskii también desarrolló una teoría de las figuras geométricas y sus relaciones, afirmando, por ejemplo, que el círculo es la forma más pacífica y representa el alma humana. Estas teorías se explican en Punto y línea sobre el plano.
Durante los estudios que Kandinski hizo en preparación para Composición IV, se sintió agotado y se fue a dar un paseo. Mientras estaba fuera, Gabriele Münter arregló su estudio y, sin querer, le dio vuelta el lienzo. Al regresar y ver la tela (sin reconocerla), Kandinski cayó de rodillas y lloró, diciendo que era la pintura más hermosa que había visto nunca. Había sido liberado del apego a un objeto. Como la primera vez que vio Pilas de Heno de Monet, experiencia que cambiaría su vida.
En otro episodio con Münter durante los años expresionistas-abstractos bávaros, Kandinski estaba trabajando en su Composición VI que le tomó casi seis meses de estudio y preparación. La obra pretendía evocar una inundación, el bautismo, la destrucción y renacimiento al mismo tiempo. Después de describir el trabajo sobre un panel de madera de tamaño mural, se quedó bloqueado y no pudo continuar. Münter le dijo que él estaba atrapado en su intelecto y no alcanzaba el verdadero sujeto de la fotografía. Le sugirió que se limitara a repetir la palabra überflutet ("diluvio" o "inundación") y se centrara en su sonido y no su significado. Repitiendo esta palabra como un mantra, Kandinski pintó y completó la obra monumental en un lapso de tres días.
El análisis sobre las formas y los colores de Kandinski resulta, no de simples y arbitrarias asociaciones con ideas, sino de la experiencia interior del pintor. Pasó años creando pinturas abstractas, sensorialmente ricas, trabajando con formas y colores sin descanso, observando sus pinturas y las de otros artistas, teniendo en cuenta sus efectos sobre su sentido del color. Esta experiencia subjetiva es algo que el filósofo francés Michel Henry llama "subjetividad absoluta" o la "absoluta vida fenomenológica".

### De lo espiritual en el arte

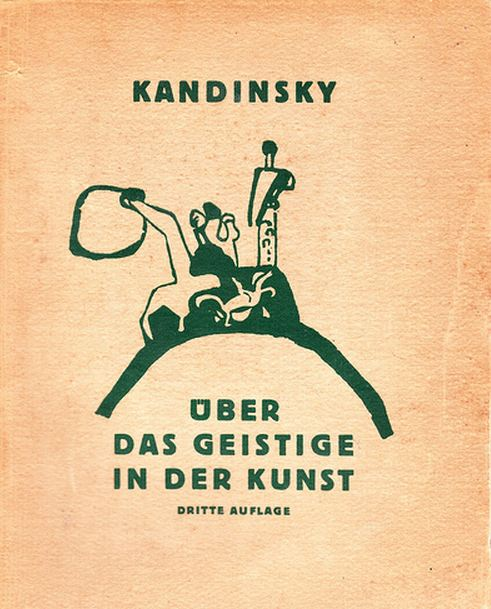
Portada del libro Sobre lo espiritual en el arte de Vasili Kandinski

Publicado en 1912, el libro de Kandinski compara lo espiritual en la vida de la humanidad a una pirámide: el artista tiene la misión de guiar a otros a la cima con su obra. La punta de la pirámide son esos pocos artistas, grandes. Se trata de una pirámide espiritual, avanzando y ascendiendo lentamente, incluso si a veces parece inmóvil. Durante los períodos decadentes, el alma se hunde hasta el fondo de la pirámide, la humanidad solo busca el éxito externo, haciendo caso omiso de las fuerzas espirituales.
La evolución del Arte y del mundo espiritual se produce en libertad, fuera de influencias, a veces se centra en el color y otras veces se centra en las formas.
La evolución en la pintura depende de las formas y los colores, de cómo se vayan utilizando y combinando. Una serie de figuras iguales pueden transmitir un mismo mensaje, sin embargo, si existe una variación de color y/o formas en la composición, el mensaje se distorsiona.
Al igual que los colores, las formas tendrán sus efectos espirituales, los triángulos se relaciona más con los tonos cálidos (amarillo, rojo) esto por la agudeza de sus ángulos, en el caso de los colores profundos se relacionan con formas más cuadradas y redondas.
La espiritualidad humana va a reaccionar según cómo el artista utilice las formas y los colores; con un simple color se pueden transmitir diferentes sentimientos, como tristeza o alegría, dependiendo de su matiz.
Las propiedades obvias que podemos ver cuando miramos un color aislado y se le deja actuar solo, por un lado, son la calidez o frialdad del tono de color y, por el otro, la claridad u oscuridad de ese tono. El calor es una tendencia hacia el amarillo, y la frialdad una tendencia hacia el azul; amarillo y azul, forman el primer gran contraste y dinámica. El amarillo tiene un movimiento excéntrico y el azul un movimiento concéntrico; una superficie amarilla parece moverse más cerca de nosotros, mientras que una superficie azul parece alejarse. El amarillo es un color típicamente terrestre, cuya violencia puede ser dolorosa y agresiva. El azul es un color celeste, que evoca una profunda calma. La combinación de los rendimientos de azul y amarillo da un resultado de inmovilidad y de calma, que es el verde.
La claridad es una tendencia hacia el blanco, y la oscuridad es una tendencia hacia el negro. Blanco y negro forman el gran contraste segundo, que es estático. El blanco es un silencio profundo, absoluto, lleno de posibilidades. El negro es la nada sin posibilidad, un silencio eterno sin esperanza, y se corresponde con la muerte. La mezcla de blanco con negro da gris, que no posee ninguna fuerza activa y cuya tonalidad es cercana a la de verde. El gris corresponde a la inmovilidad sin esperanza, pero tiende a la desesperación cuando se pone oscuro, recuperando un poco de esperanza cuando se ilumina.
El rojo es un color cálido, alegre y agitado, es contundente, un movimiento en sí mismo. Mezclado con negro se vuelve marrón, un color fuerte. Mezclado con amarillo, gana en calidez y se vuelve naranja, que imparte un movimiento de irradiación en sus alrededores. Cuando se mezcla con rojo y azul se aleja para convertirse en púrpura, que es un rojo fresco. Rojo y verde forman el gran contraste tercero, y naranja y púrpura el cuarto.
El ojo humano puede relacionar todo tipo de vivencias y sentimientos por medio de los colores y las formas. No necesariamente tiene que tener una representación exacta para identificarse con la misma. No es sino el uso correcto de los colores y/o formas lo que hace que una pintura pueda transmitir un mensaje e incluso armonizar con el alma humana.

### Punto y línea sobre el plano

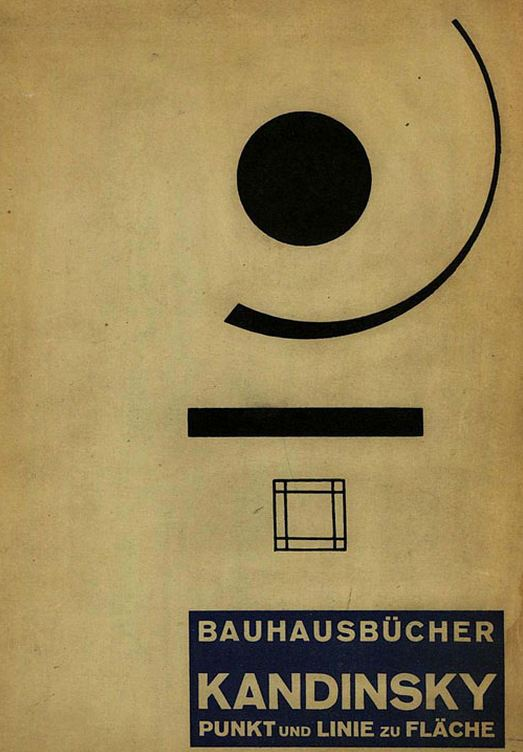
Portada del libro Punto y línea sobre el plano

Aparecido en 1926. Contribución al análisis de los elementos pictóricos. Kandinski analizó los elementos geométricos que componen cada pintura: el punto y la línea. Llamó al soporte físico y la superficie del material en el que el artista dibuja o pinta el plano básico.      
Un punto es un elemento pequeño de color formulado por el artista en el lienzo. No es ni un punto geométrico ni una abstracción matemática, sino que es la extensión, forma y color. Esta forma puede ser un cuadrado, un triángulo, un círculo, una estrella o algo más complejo. El punto es la forma más concisa, aunque de acuerdo con su ubicación en el plano básico tomará una tonalidad diferente. Puede ser aislado o resuenan con otros puntos o líneas.      
Una línea es el producto de una fuerza que se ha aplicado en una dirección dada: la fuerza ejercida sobre el lápiz o pincel por el artista. Las formas producidas lineales pueden ser de varios tipos: una línea recta, que resulta de una fuerza única aplicado en una sola dirección; una línea angular, como resultado de la alternancia de dos fuerzas en diferentes direcciones, o una curva (o en forma de onda) línea, producido por el efecto de dos fuerzas que actúan simultáneamente. Un avión se pueden obtener por condensación (desde unos girar alrededor de la línea de uno de sus extremos).
El efecto subjetivo producido por una línea depende de su orientación: una línea horizontal corresponde con el suelo en el que el hombre se apoya y se mueve, sino que posee una tonalidad afectiva oscura y fría similar a la de color negro o azul. Una línea vertical corresponde con la altura, y no ofrece ningún apoyo, sino que posee una tonalidad luminosa cálida próximo al blanco y amarillo. Una diagonal posee una más o menos caliente o frío tonalidad, de acuerdo con su inclinación hacia la horizontal o la vertical.

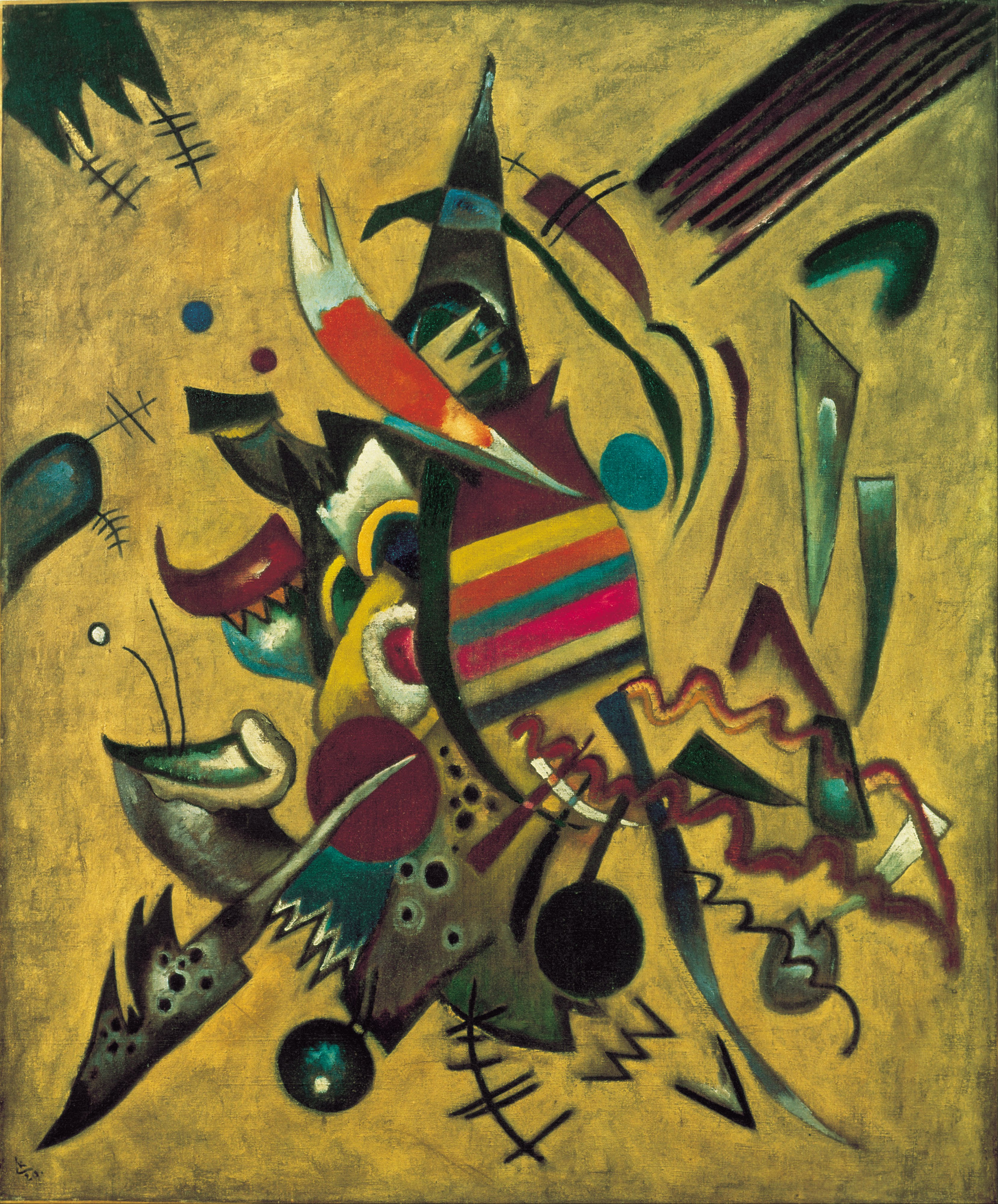
Puntos, 1920, 110.3 × 91.8 cm, Museo de Arte Ohara

Una fuerza que se despliega, sin obstáculos, como la que produce una línea recta se corresponde con lirismo, varias fuerzas que se enfrentan (o molestar) sí forman un drama. El ángulo formado por la línea angular también tiene una sonoridad interior que es cálido y cercano al amarillo para un ángulo agudo (un triángulo), el frío y similar a azul por un ángulo obtuso (un círculo), y similar al rojo por un ángulo recto (un cuadrado).
El plano de base es, en general, rectangular o cuadrada. por lo tanto, que se compone de líneas horizontales y verticales que delimitan y definen como una entidad autónoma que soporta la pintura, comunicando su tonalidad afectiva. Esta tonalidad se determina por la importancia relativa de las líneas horizontales y verticales: las horizontales que dan una tonalidad calma, frío al plano de base, mientras que las verticales impartir una tonalidad calma, cálido. El artista intuye el efecto interior del formato de lienzo y dimensiones, que él elige de acuerdo a la tonalidad que quiere dar a su obra. Kandinsky considera el plano básico de un ser vivo, que el artista "fecunda" y se siente "respirar".
Cada parte del plano básico posee una coloración afectiva, lo que influye en la tonalidad de los elementos pictóricos que redactará en él, y contribuye a la riqueza de la composición resultante de la yuxtaposición en el lienzo. Lo anterior del plano básico se corresponde con soltura y ligereza que, mientras que la continuación evoca la condensación y la pesadez. El trabajo del pintor es escuchar y conocer estos efectos para producir pinturas que no son solo el resultado de un proceso al azar, sino el fruto del trabajo auténtico y el resultado de un esfuerzo hacia la belleza interior.